# عمر گودینگ
عمر گودینگ (انگلیسی: Omar Gooding؛ زاده ۱۹ اکتبر ۱۹۷۷) یک هنرپیشه اهل ایالات متحده آمریکا است.
از فیلم‌ها یا برنامه‌های تلویزیونی که وی در آن نقش داشته است می‌توان به دزدان دریایی کارائیب: صندوقچه مرد مرده، پسر بچه اشاره کرد.